# Havaika senicula
Havaika senicula is een spinnensoort uit de familie springspinnen (Salticidae). De soort komt voor in Hawaï.